# NGC 5548
NGC 5548 је лентикуларна галаксија у сазвежђу Волар која се налази на NGC листи објеката дубоког неба.
Деклинација објекта је + 25° 8' 12" а ректасцензија 14h 17m 59,4s. Привидна величина (магнитуда) објекта NGC 5548 износи 12,3 а фотографска магнитуда 13,2. NGC 5548 је још познат и под ознакама UGC 9149, MCG 4-34-13, CGCG 133-25, KUG 1415+253, IRAS 14156+2522, PGC 51074.